# Nebris (Gattung)
 Nebris  ist eine Gattung aus der Familie der Umberfische (Sciaenidae). Sie umfasst zwei Arten, die im West-Atlantik und im tropischen Ost-Pazifik vorkommen.

## Merkmale
Die Fische der Gattung sind länglich mit spitz zulaufendem Hinterende und breitem, abgerundetem Kopf. Dieser weist einen schwammartig porösen Schädel auf. Die Schuppen sind klein und glatt. Das Maul ist endständig und groß mit hängenden Winkeln und vorstehendem Unterkiefer. Das Kinn weist keine Barteln auf. Die Augen sind sehr klein. Die Rückenflosse ist durch eine deutliche Kerbe geteilt und weist ebenso wie die Afterflosse Schuppen auf. Die Schwanzflosse ist am Ende zugespitzt.

## Arten
- Nebris microps im West-Atlantik
- Nebris occidentalis im Ost-Pazifik